# Zsófia Torma
Zsófia Torma (Csicsókeresztúr, 26 settembre 1832 – Szászváros, 14 novembre 1899) è stata un'archeologa, antropologa e paleontologa ungherese, prima archeologa donna dell'Europa Centrale.

## Biografia
Torma nacque a Csicsókeresztúr, contea di Beszterce-Naszód, Austria-Ungheria (oggi Cristeștii Ciceului, distretto di Bistrița-Năsăud, Romania ) in una delle vecchie famiglie nobili della Transilvania. Suo padre József, di professione tesoriere, grande appassionato di storia, intraprese per hobby diversi scavi archeologici presso il forte ausiliario romano di Ilișua (ora situato nella contea della Bistrița-Năsăud, Romania). Stimolata dunque dall'entusiasmo del padre, Zsófia ebbe modo, già nei suoi primi anni di vita, di approfondire assieme al fratello Károly, l'interesse per l'archeologia, disciplina che in quegli anni era ancora agli esordi.
Nei primi anni la sua educazione si svolse in casa; successivamente frequentò per quattro anni un istituto femminile) dove si distinse per bravura, risultando una delle studentesse più capaci. 
Il periodo adolescenziale coincise con la rivoluzione del 1848, alla quale parteciparono attivamente diversi membri della sua famiglia. Perse la sorella e la madre, anni dopo nel 1861, morì anche il padre. Dopo la scomparsa dell'amato padre, evento che le causò un forte esaurimento nervoso, si trasferì dalla sorella a Felpestes (oggi Pestișu Mic, contea di Hunedoara); per molti anni l'aiutò nella gestione della casa e nell'educazione dei suoi sei figli. Cresciuti i nipoti, nel 1871 si trasferì a Orăștie dove affrontò di nuovo un periodo di crisi personale, segnato da solitudine e depressione, confortata solo dalla passione per la paleontologia e la geologia.
Documenti d'archivio descrivono una persona molto sensibile che soffrì di depressione tutta la vita, malessere che le causò incomprensioni con i colleghi ungheresi che la ridicolizzarono in diverse occasioni. Dedicò molto tempo, risorse e impegno all'attività archeologica da autodidatta. Non si sposò mai e non ebbe figli.

## Studi e scoperte
Nonostante le scarse informazioni sulle sue ricerche in ambito paleontologo e geologico, è possibile supporre che l'impegno in queste discipline sia durato circa otto anni, fino al 1875. I documenti d'archivio raccontano di uno spiccato interesse per i siti fossili situati a Lapugy (oggi Lăpugiu de Jos), Bujtur (oggi parte della città di Hunedoara), Rákosd (Răcășdia, oggi parte di Hunedoara), Nandru (attualmente un villaggio situato nel comune di Pestișu Mic) e Găunoasa (attualmente villaggio di Dumbrava). Durante le spedizioni era solita collezionare fossili, dando così vita ad una collezione di reperti paleontologi, in parte devoluti a diverse istituzioni della Transilvania e Ungheria. Il geologo e paleontologo Halaváts Gyula, analizzando i reperti donati al Reale Istituto di Geologia Ungherese, identificò fossili di una nuova specie di gusci (scoperti da Torma a Lapugy) cui diede il nome di “Terebra (Myurella) Sophiae" in suo onore.
Dal 1875 smise di occuparsi della ricerca paleontologica e geologica, per concentrarsi su quella archeologica; intraprese scavi in diversi siti della Contea di Hunedoara. I reperti provenienti dai siti di Turdaș-Luncă confluirono in un'articolata e ricca collezione museale che conservò in casa a Orăștie; gran parte della raccolta si trova oggi presso il Museo Nazionale di Storia della Transilvania e in altri musei ungheresi ed europei. Scoprì inoltre diversi simboli risalenti alla Cultura di Vinča incisi su artefatti di 6.000-7.000 fa.  e li considerò espressione di un primitivo sistema di scrittura. Le analogie riscontrate fra gli artefatti della propria collezione e quelli del Vicino Oriente la portarono a teorizzare la trasmissione di elementi di cultura mesopotamica agli abitanti traci di Troia e Turdaș, elementi che sopravvissero nel folklore dei contadini ungheresi, rumeni e tedeschi. Un aspetto fondamentale dell'approccio scientifico di Torma fu l'uso di materiale etnografico impiegato per interpretare sia il passato sia il presente, individuarne le connessioni e proporre una nuova interpretazione della cultura del Neolitico nel Sud Est europeo.
Ancora nel 1875 ampliò il campo di ricerca scoprendo nuovi siti quali Valea Nandrului, Nandru Cave Complex e Geoagiu. Attraverso una fitta corrispondenza, volle condividere i risultati raggiunti con Flóris Rómer che stava preparando l'ottavo Congresso Internazionale di Antropologia e Archeologia Preistorica. Romer rimase colpito dal suo entusiasmo, tanto da scrivere al fratello Károly Torma: "Soﬁa often writes me from Szászszebes (sic!), it's a pity she's not a man!" (... peccato che non sia un uomo). 
Torma fu invitata ad esporre il proprio lavoro e a collaborare all'organizzazione del Congresso che si tenne nel 1876 a Budapest presso il Museo nazionale ungherese e rappresentò un momento di svolta per l'archeologia preistorica in Ungheria, da quel momento infatti venne considerata una disciplina a sé e fu introdotta nei corsi universitari del Paese.
Da un'attenta analisi del catalogo del Congresso si evince che Torma fosse la più importante fra gli espositori della regione della Transilvania, altrimenti poco rappresentata; espose 1308 artefatti suscitando curiosità e attenzione fra gli studiosi internazionali presenti. L'evento rappresentò per lei un punto di svolta che consacrò il suo ingresso nel mondo accademico dell'archeologia e le permise di stringere importanti relazioni con altri scienziati. Nonostante i riconoscimenti ottenuti, purtroppo cominciarono conflitti personali e accademici con gli archeologi ungheresi che vanificarono tutti i suoi sforzi messi in atto per essere integrata e considerata dai colleghi. Ottenne invece ammirazione e stima da parte dei ricercatori europei quali Arthur John Evans, Archibald Henry Sayce, Rudolf Virchow, Heinrich Schliemann, e altri.
Dopo il 1976 continuò con passione a condurre scavi, catalogare ed esaminare gli artefatti scoperti. Si occupò anche di diffondere e valorizzare le proprie scoperte e teorie attraverso la partecipazione a vari congressi internazionali, la donazione di materiali archeologici a istituzioni della Transilvania (principalmente al Museo nazionale di storia della Transilvania di Kolozsvár, l'attuale Cluj-Napoca), dell'Ungheria e dell'Europa, attraverso pubblicazioni e corrispondenza con i colleghi stranieri.

### Pubblicazioni
In 24 anni di attività pubblicò un libro e 11 articoli. Lo studio di testi antichi, come le opere di Erodoto, la portarono a sviluppare l'ipotesi secondo cui i Traci sarebbero stati gli ultimi abitanti di Turdaș e che questa fosse un insediamento della Dacia.
La sua opera più nota, l'Ethnographische Analogien, fu pubblicata a Jena nel 1894.
Fu la prima donna a diventare dottoressa onoraria a Kolozsvár alla Ferencz József Tudomány Egyetem Bölcsészeti kara, l'attuale Università Babeș-Bolyai, il 24 maggio 1899.